# Embalming: The Another Tale of Frankenstein
Embalming: The Another Tale of Frankenstein (エンバーミング-THE ANOTHER TALE OF FRANKENSTEIN-?) es un manga creado por Nobuhiro Watsuki, autor de Rurouni Kenshin. Está basada en la novela Frankenstein, de Mary Shelley y ambientada en la Europa del siglo XIX. Hasta la fecha posee 58 capítulos y 2 one-shot.

## Argumento
La historia comienza cuando con dos jóvenes Raith y Fury Flatliner se dirigen a buscar venganza en la criatura que mató a sus padres, pero en el momento en que lo encuentran la criatura resulta ser muy poderosa y mata a Raith, Fury Flatliner logra matar a la criatura poco y después pero cae inconsciente, 1 mes después Fury Flatliner despierta en el consultorio de la doctora Peaberry, quien se ha encargado de él, el último mes, esta le explica lo que sucedió y lo envía a su casa, pero cuando Fury Flatliner llega a su casa descubre que Raith se encuentra vivo ya que fue convertido en un Frankenstein a partir de este momento Fury Flatliner expresa su deseo de destruir todos los Frankenstein y a su creador con ayuda de Raith.

## Definiciones
En este manga se encuentran palabras que son utilizadas de manera diferente a la usual por esta razón deben ser definidas para comprender mejor la trama

### Doctor
Los Doctores son las personas encargadas de crear y reparar Frankensteins

### Frankenstein
Criatura creada a partir de un humano o partes del mismo, este necesita una energía de 1.21 gigawatts (según el manga) para cobrar vida.

### Quimera
Frankenstein creado a partir de partes y órganos de diferentes criaturas y animales, con el objetivo de darle al Frankenstein nuevas habilidades, como es el caso de darle habla a un animal.

## Personajes

### Principales

#### Fury Flatliner
- Lugar de Nacimiento: Gran Bretaña, Escocia
- Altura: 190 cm
- Peso: 85 kg
- Fecha de Nacimiento: 1 de mayo
- Signo del Zodiaco: Tauro
- Edad: 18
- Tipo de Sangre: A
- Le gusta: Carne de ciervo, los niños, los animales
- No le gusta: Los Frankensteins y sus creadores
- Pasatiempo: dar paseos
- Habilidades: luchar con cuchillos

Personaje principal de la serie, un joven serio y fuerte muy seguro de sí mismo, suele estar enojado. Su objetivo principal es destruir a todos los Frankensteins, es un buen amigo de Edel y Raith, cuando pelea utiliza cuchillos, con los cuales se muestra muy hábil.

#### Raith Alen
- Lugar de Nacimiento: Gran Bretaña, Escocia
- Altura: 180 cm
- Peso: 73 kg
- Fecha de Nacimiento: 11 de septiembre
- Signo del Zodiaco: Virgo
- Edad: 18
- Tipo de Sangre: B
- Le gusta: Fury
- No le gusta: Sus padres, Lord Weiss, Shade, Edel y los empleados de la mansión.
- Pasatiempo: observar a la gente.
- Habilidades: Utilizar armas de fuego.

Es el mejor amigo de Fury, es callado, tímido y triste, desea conocer más de la criatura que mató a sus padres no presenta ningún objetivo hasta el momento y su posición hacia Fury es neutral, no es muy hábil en la lucha cuerpo a cuerpo pero posee entrenamiento con armas de fuego.

#### Peaberry
- Lugar de Nacimiento: Alemania, Ingolstadt
- Altura: 173 cm
- Peso: 59 kg
- Fecha de Nacimiento: 30 de enero
- Signo del Zodiaco: Acuario
- Edad: ?
- Tipo de Sangre: AB
- Le gusta: Tabaco, Café
- No le gusta: Frankesteins (de series específicas) y sus creadores.
- Pasatiempo: Coleccionar ropa interior (hecha a mano).
- Habilidades: Utilizar armas de fuego.

Un personaje misterioso, no siente aprecio por los Frankensteins a pesar de haber trabajado con ellos, fue la que encontró a Fury malherido tras la batalla con el frankenstein, suele utilizar ropa cómoda y ligera.

## Enlaces
- Embalming Embalming Manga Fansite

- Datos: Q2624866